# 薄紅の欠片
「薄紅の欠片」（うすべにのかけら）は、2009年3月25日に発売されたAngeloの5枚目のシングル。

## 概要
レーベルはキングレコード。
前作の「SISTER」から1年ぶりのシングル。
初回限定盤には薄紅の欠片のミュージッククリップが収録されている。

## 収録曲

### 初回限定盤

#### CD
1. 薄紅の欠片
2. MULTI PERSONALITY

#### DVD
- 薄紅の欠片 ミュージッククリップ

### 通常盤

#### CD
1. 薄紅の欠片
2. MULTI PERSONALITY
3. End Symptom